# FC Nordsjælland
FC Nordsjælland je danski nogometni klub iz Faruma.

## Uspjesi
- Danska Superliga
  - Prvak (1): 2011./12.

- Danski kup
  - Pobjednik (2): 2009./10., 2010./11.

## Vanjske poveznice
- Službene stranice